# Haus der Architektur (Graz)
Das Haus der Architektur, kurz HDA, ist ein gemeinnütziger Verein zur Architekturvermittlung und Förderung zeitgenössischer Baukultur. Ziel des HDA ist es, als Plattform für alle Bereiche der Architektur, des Städtebaus und der Raumplanung sowohl im Interesse unterschiedlichster gesellschaftlicher Gruppen als auch unter Miteinbeziehung verwandter Disziplinen zu fungieren und für sämtliche die Baukultur betreffenden Fragen Ansprechpartner zu sein.

## Standort
Von 1988 bis Ende 2007 war das Haus der Architektur in einer Stadtvilla in der Grazer Engelgasse 3–5 untergebracht. Nach der Revitalisierung des barocken Palais Thinnfeld durch das ifau-Institut für angewandte Urbanistik und Jesko Fezer zog das HDA in die Mariahilferstraße 2 in der Grazer Innenstadt und ist seit 2008 im Erdgeschoß des Palais untergebracht.

## Geschichte
Die Gründung des Hauses der Architektur im Jahr 1988 erfolgte in einer besonders produktiven Phase des steirischen Architekturgeschehens, als sowohl im Wohnbau als auch im für öffentlichen Bereich eine große Anzahl hochwertiger und oft Aufsehen erregender Projekte umgesetzt wurde. Getragen wurde diese Entwicklung von Architekturschaffenden und engagierten Personen aus Politik und Verwaltung, die einen regen Austausch pflegten und bereits in zahlreichen Organisationen tätig waren. So kam es, dass das Haus der Architektur von Anfang an als Plattform der wichtigsten mit Architektur befassten Institutionen konzipiert war.
Das Forum Stadtpark, die Kammer der ZiviltechnikerInnen für Steiermark und Kärnten, das Land Steiermark, die Stadt Graz, die Technische Universität Graz und die Zentralvereinigung der Architekten Österreichs, Sektion Steiermark sind daher seit damals Träger des Hauses und im Vorstand vertreten.

## Geschäftsführung
- Eva Guttmann (2009–2012)
- Markus Bogensberger (2013–2019)
- Beate Engelhorn (2019–2024)
- Zerina Džubur und Karin Oberhuber (seit 2024)

## Aktivitäten
Die Bandbreite der Aktivitäten des HDA reicht von Ausstellungen, Vorträgen, Workshops, Diskussionsveranstaltungen und Symposien über Architekturvermittlungsreihen und die Organisation von Exkursionen bis hin zur Veröffentlichung von Publikationen.

## Preise
Das HDA organisiert im Auftrag des Landes Steiermark die Ausschreibung und Vergabe des Architekturpreises des Landes Steiermark.

## Mitgliedschaften
Das Haus der Architektur ist Gründungsmitglied der Architekturstiftung Österreich, Mitglied bei icam (International confederation of architectural museums, centres and collections) und Mitglied der Plattform LINA – Learning, Interacting and Networking in Architecture, des EU European Creative Programms.